# Saburō Kurusu
Saburō Kurusu, född 6 mars 1886 i Yokohama, död 7 april 1954 i Tokyo, var en japansk diplomat. Tillsammans med Joachim von Ribbentrop och Galeazzo Ciano undertecknade Kurusu den 27 september 1940 Tremaktspakten. Kurusu förhandlade om fredlig samexistens med USA, medan Japan i lönndom förberedde attacken mot Pearl Harbor.